# Macrargus
Genre
Synonymes
- Auletta O. Pickard-Cambridge, 1882 nec Schmidt, 1870
- Aulettobia Strand, 1929

Macrargus est un genre d'araignées aranéomorphes de la famille des Linyphiidae.

## Distribution
Les espèces de ce genre se rencontrent en zone holarctique.

## Liste des espèces
Selon World Spider Catalog (version 17.5, 15/01/2017) :
- Macrargus boreus Holm, 1968
- Macrargus carpenteri (O. Pickard-Cambridge, 1895)
- Macrargus excavatus (O. Pickard-Cambridge, 1882)
- Macrargus multesimus (O. Pickard-Cambridge, 1875)
- Macrargus rufus (Wider, 1834)
- Macrargus sumyensis Gnelitsa & Koponen, 2010

## Publication originale
- Dahl, 1886 : Monographie der Erigone-Arten im Thorell schen. Sinne, nebst andern Beiträgen zur Spinnenfauna Schleswig-Holsteins. Schriften des Naturwissenschaftlichen Vereins für Schleswig-Holstein, vol. 6, p. 65-102.